# Natalie Novosel
Natalie Frances Novosel (Lexington, 22 novembre 1989) è un'ex cestista statunitense, professionista nella WNBA.

## Carriera
È stata selezionata dalle Washington Mystics al primo giro del Draft WNBA 2012 con l'8ª chiamata assoluta.
Con gli Stati Uniti ha disputato le Universiadi di Shenzhen 2011.